# АГ-14
АГ-14 — подводная лодка российского императорского флота проекта Holland-602F, изготовленная в США и приобретённая для Балтийского флота Российской империи. В 1916—1917 годах входила в состав Балтийского флота, участвовала в Первой мировой войне. Погибла в сентябре 1917 года в Балтийском море, обнаружена в 2003 году.

## История строительства
Подводная лодка АГ-14 была построена в 1915 году для КВМФ Великобритании по проекту фирмы «Electric Boat Co» на судоверфи «Barnet Yard» в Ванкувере. 18 (31) августа 1915 года приобретена АО «Ноблесснер» по заказу Морведа России. В том же году в разобранном виде доставлена морским путём во Владивосток, а оттуда по железной дороге в Петроград на Балтийский завод для достройки. Перезаложена 2 (15) апреля 1916 года, возможно перезакладка состоялась 15 (28) мая 1916 года. 4 (17) июня зачислена в списки кораблей Балтийского флота, 10 (23) июня включена в состав 4-го дивизиона подводных лодок. В сентябре 1916 года спущена на воду, в октябре-ноябре успешно прошла сдаточные испытания в Кронштадте, Бьеркезунде и Ревеле.
11 (24) ноября 1916 года вступила в строй.

## История службы
Военно-морской флаг был поднят на АГ-14 19 октября (1 ноября) 1916 года, ещё до официального вступления в строй, во время перехода с военным экипажем из Петрограда в Ревель. С 17 ноября лодка начала кампанию, приступила к службе и обучению личного состава, базировалась на Ревель. Зимой 1916—1917 года находилась на заводе «Ноблесснер», где на лодке устранялись выявленные недостатки.
В 1917 году совершила три боевых похода, успехов не имела. Вместе с дивизионом и плавбазой «Оланд» базировалась на остров Люм. 18 сентября (1 октября) 1917 года вышла в четвёртый боевой поход, однако в назначенную дату не вернулась, пропав без вести вместе со всем экипажем из 34 человек. Командиром лодки был А. Н. фон Эссен, сын бывшего командующего Балтийским флотом адмирала Н. О. фон Эссена.
В 2003 году шведские водолазы при поисках затонувшего в 1953 году самолёта обнаружили на дне неподалёку от него остов АГ-14. Лодка лежит на глубине более 100 метров на три четверти погружённая в ил в точке с координатами 58°26′09″ с. ш. 20°24′11″ в. д., в 63 километрах к востоку от острова Готска-Сандён.

## Командиры
- июнь 1916 — январь 1917: Анатолий Александрович Хвицкий[2], ранее командовавший подводной лодкой «Кайман» (1915—1916), с января 1917 года выведен в резерв чинов флота.
- февраль-сентябрь 1917: Антоний Николаевич Фон Эссен[3], прибыл с должности флагманского штурмана дивизии подводных лодок Балтийского моря. Одновременно с командованием АГ-14 являлся командиром плавбазы «Оланд», обслуживающей весь дивизион подводных лодок типа «АГ».